# Dwight Mullins
Dwight Mullins (Kanada, Alberta, Calgary, 1967. február 28. –) kanadai jégkorongozó, edző, GM.

## Karrier
Komolyabb junior karrierjét a WHL-es Lethbridge Broncosban kezdte és 1986-ig játszott ebben a csapatban. Az 1985-ös NHL-drafton a Minnesota North Stars választotta ki az ötödik kör 90. helyén. Az NHL-ben sosem játszott. 1986–1987-ben a WHL-es Calgary Wranglersben játszott. A következő szezonban a WHL-es Saskatoon Bladesben szerepelt. Felnőtt pályafutását az IHL-es Flint Spiritsben kezdte meg de csak két mérkőzésen lépett jégre. 1989–1994 között nem játszott. 1994–1997 között a CHL-es Fort Worth Fireben szerepelt. 1997-ben vonult vissza. 1992–1993-ban a WHL-es Medicine Hat Tigers másodedzője volt.

## Edzői pályafutás
Legelőször a WHL-es Medicine Hat Tigersnek lett a másodedzője egy szezonra. Ezután még rövid időre visszament játszani. 1997-es visszavonulása után csak 2009-ben lett edző az újonnan alapított Allen Americansnél, amely az NHL-es Dallas Stars farmcsapata és a CHL-ben játszik Texasban. Első szezonjukban bejutottak a kupa-döntőbe de ott elbuktak. A következő két évben egyszerre volt edző és GM. 2012–2014 között az ECHL-es Elmira Jackals edzője volt. 2014 óta a szintén ECHL-es Evansville Icemen edzője.